# Aéroport de Kawama
Pour les articles homonymes, voir Kawama.
L'aéroport de Kawama (espagnol : Aeropuerto "Kawama") est un aéroport régional cubain situé à Santa Marta, dans la municipalité de Cárdenas, dans la province de Matanzas.

## Situation
| \| 100 km1:2 630 000 \| Santa Clara Trinidad Santiago de Cuba Bayamo Jardines del Rey Holguín Baracoa Las Tunas Camagüey Cienfuegos La Havane-J. Martí Varadero Varadero-Kawama La Coloma Guantánamo Ciego de Ávila Moa Plage Baracoa Nueva Gerona San Nicolás de Bari Sancti Spíritus Manzanillo Siguanea Cayo Largo |
| 100 km1:2 630 000 |

## Histoire
L'aéroport de Kawama est le premier aéroport construit pour desservir Varadero et la région. Il a permis notamment à plus de 330 000 Cubains de partir pour les États-Unis lors des Freedom Flights (en), une série de vols effectués par les États-Unis entre 1965 et 1973 pour « secourir » les Cubains du régime castriste. L'aéroport est cependant devenu un embêtement lorsque le tourisme s'est développé dans la région, puisque le bruit des avions dérangeait les visiteurs. La création de nouveaux projets de construction d'hôtels allaient empêcher l'agrandissement nécessaire pour l'aéroport pour accueillir un plus grand flux de touristes. L'aéroport Juan-Gualberto-Gómez ouvre donc en 1989 pour remplacer celui de Kawama. Depuis lors, l'aéroport opère principalement, par l'entremise d'Aerogaviota et auparavant de l'Empresa Nacional de Servicios Aéreos (es), des vols charters pour des touristes voulant pratiquer le parachutisme, ou pour des médias locaux.

## Installations
Situé à une altitude de 5 mètres, il comporte une piste d'atterrissage de direction 06/24 et occupant une superficie de 67,5 km2 (1 500 m par 45 m). La piste a depuis été raccourcie de 200 mètres.